# Stripsipher morulus
Stripsipher morulus är en skalbaggsart som beskrevs av Oliver Erichson Janson 1885. Stripsipher morulus ingår i släktet Stripsipher och familjen Cetoniidae. Inga underarter finns listade i Catalogue of Life.